# Mastro-Don Gesualdo
Mastro-Don Gesualdo (in deutschen Übersetzungen auch Meister Motta, Don Gesualdo) ist der Titel eines 1889 publizierten Romans des italienischen Schriftstellers Giovanni Verga. Erzählt wird, vor einem breiten Gesellschaftsbild, die Geschichte eines sozialen Aufsteigers in die zerfallende Feudalgesellschaft Siziliens in der ersten Hälfte des 19. Jahrhunderts. Die deutschen Übersetzungen von Adele Berger, Charlotte Sauer und Marlis Ingenmey erschienen 1894, 1955 bzw. 1960.

## Überblick

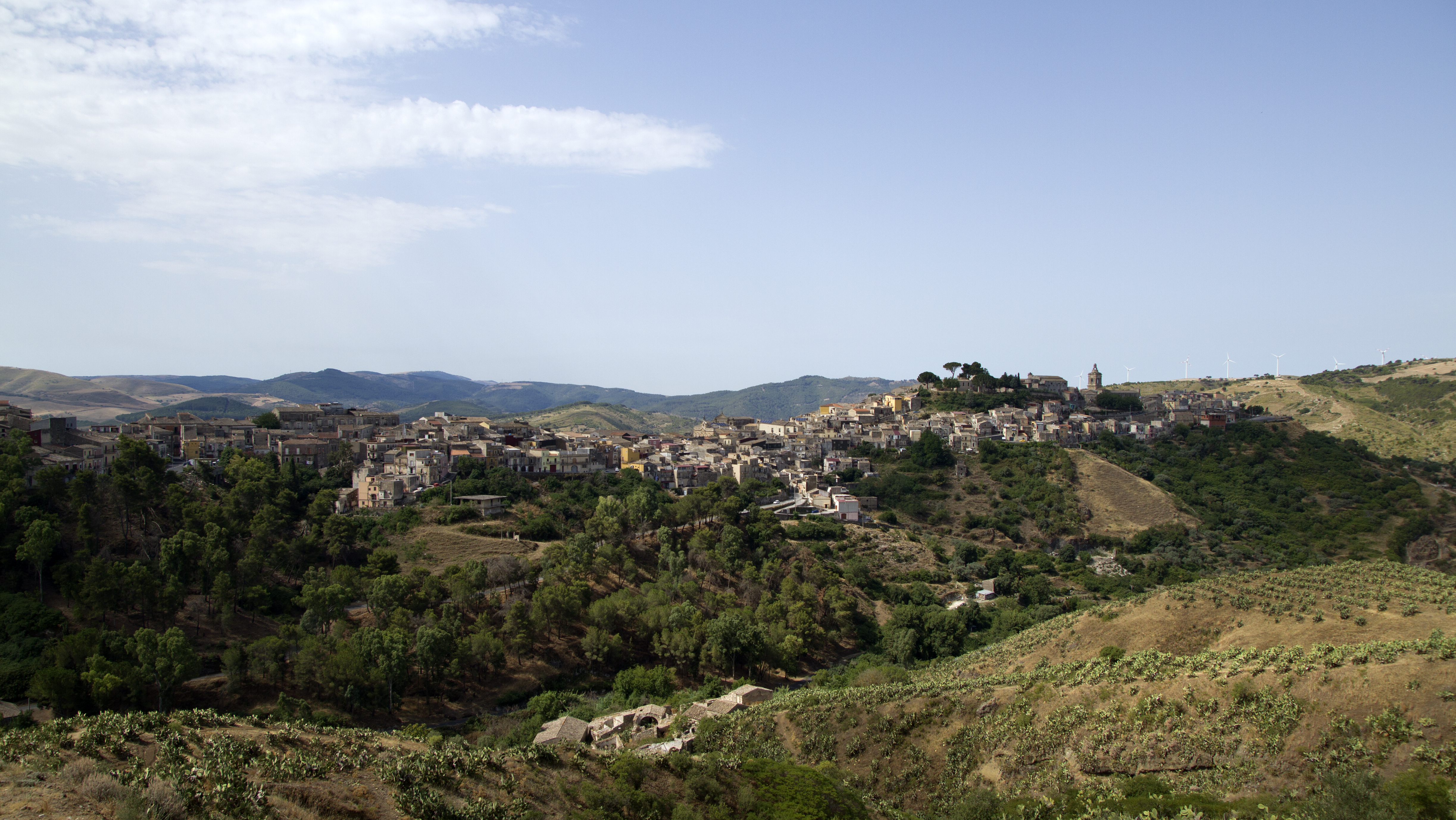
Vizzini

Die Handlung spielt in einer namentlich nicht genannten, an Vizzini als Vorlage orientierten sizilianischen Stadt und ihrem agrarischen Umland zur Zeit der ersten Hälfte des 19. Jahrhunderts.
Der erste Teil handelt von Bianca Trao, der Tochter einer verarmten Adelsfamilie, und ihrer Beziehung zu ihrem Vetter Ninì Rubiera sowie der arrangierten Ehe mit dem aus einfachen Verhältnissen zum Bauunternehmer und Großgrundbesitzer aufgestiegenen Gesualdo Motta. Im zweiten und dritten Teil steht, neben Mottas erfolgreichen geschäftlichen Aktivitäten und den Spannungen in den Familienbeziehungen, Biancas Tochter Isabella im Zentrum, ihre Liebe zu Corrado La Gurna und ihre Verheiratung mit dem Herzog von Leyra. Der vierte Teil erzählt von Biancas und Gesualdos Krankheit und Tod.

## Handlung

### Erster Teil

#### Die Adelsfamilien (Kapitel 1–3)
Auslöser der Mesalliance zwischen Bianca und Gesualdo Motta ist ein Brand (Kap. 1), und damit beginnt der Roman, im heruntergekommenen Palast der Traos, in dem das Mädchen mit ihren beiden Brüdern lebt, dem lungentuberkulosekranken Diego und dem asthmatischen Sonderling Ferdinando. Sie haben kein Einkommen, ihr Haus zerfällt immer mehr, Bianca muss die Hausarbeit verrichten und bei den Verwandten um Nahrungsmittel oder Kleidung betteln. Diego ist jedoch zu stolz, um einen Teil des Palastes zu vermieten oder das Haus zu verkaufen. Er hat die Illusion, einen jahrhundertealten Gerichtsstreits gegen den spanischen König wieder aufzunehmen und erfolgreich abzuschließen. Dadurch kämen die Traos zu großem Reichtum. Beim Brand entdeckt Diego, dass Bianca einen Liebhaber hat. Es ist ihr Vetter Ninì Rubiera. Am nächsten Tag (Kap. 2) sucht Diego seine Cousine, die Baronin Rubiera auf, teilt ihr seine Entdeckung mit und will sie zur Zustimmung zu einer Ehe ihres Sohnes Ninì mit seiner Schwester bewegen. Die Baronin hat durch ihre Geschäftstüchtigkeit im Handel mit den Früchten ihres Landbesitzes viele Nachbarhäuser aufgekauft und ist reich geworden. Sie plant, ihren Sohn mit einer Tochter aus einer finanziell gleichgestellten Familie zu verheiraten, und lehnt eine Ehe mit Bianca ab, die mit keiner Mitgift ausgestattet ist. Sie bietet ihrem Cousin an, seiner Schwester zu einem wohlhabenden Mann zu verhelfen, wenn er über die Affäre schweigt, was auch im Interesse Biancas wäre. Sie hat schon den zu Wohlstand gelangten Maurer Gesualdo Motta im Auge, mit dem zusammen sie ein Geschäft vorhat, nämlich die Ersteigerung der Gabella, d. h. der kommunalen Länder. Bisher hatte diese Nutzung, gewissermaßen als Gewohnheitsrecht, der Familie des Barons Zacco zustanden. Jetzt plant die Baronin eine Zusammenarbeit mit Gesualdo: Er stellt das Kapital zur Verfügung, sie den prestigeträchtigen Namen. Domherr Lupi soll beide Händel in die Wege leiten.

#### Gesualdo Motta (Kapitel 4–5)
Gesualdo Motta steht seit seiner Kindheit unter dem Druck seines dominanten Vater Nuncio. Als dieser von seinem Sohn erwartet, in seiner wenig ertragreichen Gipsbrennerei zu arbeiten, verlässt ihn dieser und lernt bei seinem Onkel Mascalise das Maurerhandwerk. Nach sieben Jahren macht er sich selbständig, nimmt Akkordarbeiten an, baut Schotterstraßen, Mühlen und Olivenpressen, eilt von morgens bis abends auf seinem Maultier von einer Baustelle zur anderen, um die Aufseher zu kontrollieren und die Arbeiter anzutreiben und verdient nach und nach so viel Geld, dass er ein Landgut auf der Canciria erwerben und seine Familie unterstützen kann (Kap. 4). Zweimal kauft er die verschuldete Gipsbrennerei zurück und springt für den Vater ein, wenn diesem eine Unternehmung misslingt, z. B. eine Brücke wegen mangelhafter Stützen einbricht (Kap. 5). Auch die spekulativen und unrentablen Geschäfte seines Schwagers Burgio (Kap. 5), des Mannes seiner Schwester Speranza, und die Leichtlebigkeit seines arbeitsscheuen Bruders Santo kosten ihn viel Geld. Auf seinen Rundgängen schaut er auf seinem Bauernhof vorbei (Kap. 4), kontrolliert die Hirten und besucht Diodata, ein Waisenmädchen, das er bei sich aufgenommen und als Magd angestellt hat. Sie haben eine Liebesbeziehung und die beiden Kinder Nunzio und Gesualdo. Diodata weiß um die Klassenunterschiede und behandelt ihn unterwürfig als ihren Herrn. Als er ihr von dem Plan erzählt, eine Adlige zu heiraten, um seinen weiteren Aufstieg und seine Vernetzung mit der höheren Gesellschaft zu fördern, ist sie darüber traurig und fürchtet um ihre Zukunft und die ihrer Kinder. Er verspricht ihr, für sie zu sorgen, ihr eine Mitgift zu geben und einen jungen Mann für sie zu suchen, er denkt an seinen Landarbeiter Nanni l’Orbo.

#### Die arrangierte Ehe Gesualdos mit Bianca (Kapitel 3–7)
Das erste Zusammentreffen von Gesualdo und Bianca arrangiert ihre Tante Marianna Sganci am Fest des heiligen Gregorius (Kap. 3). Sie hat ihre Familie und Bekannten auf die Balkone ihres Palastes eingeladen, um die Prozession anzuschauen. Währenddessen unterhält man sich über die Stadtneuigkeiten, die Heiratspläne und über den ersten Auftritt des neureichen Unternehmers in der höheren Gesellschaft. Bianca trifft auf ihren Geliebten Ninì und hofft, dass er zu ihrer Beziehung steht. Aber er erklärt ihr seine finanzielle Abhängigkeit von der Mutter und dass sie seine Heirat mit Fifì Margarone und die ihre mit Gesualdo Motta plant. Zwar ist er der einzige Erbe, aber er fürchtet um die Sperrung der Unterstützung während ihrer Lebenszeit, dann könnte er sich keinen standesgemäßen Haushalt leisten.
Während Lupis Vorschlag bei Gesualdo schnell auf offene Ohren stößt, die Braut ist jung, schön, adlig und öffnet ihm die Tür in die Gesellschaft, sind Bianca und ihre Brüder schwer zu überzeugen. Lupis Werbung wird vom stolzen Diego aus Standesgründen abgelehnt. Doch Biancas Onkel, Marquese Limòli, rät ihr eindringlich zur guten Partei zu (Kap. 3). Nach ihrer Beichte (Kap. 6) reden auch Lupi und der Küster Don Luca auf sie ein, sich die Gelegenheit einer guten Versorgung nicht entgehen zu lassen. Aber sie ist unsicher und hört auf das Urteil der Brüder. Erst als ihre Tante Marianna Sganci beide noch einmal dringlich ermahnt, an die Zukunft ihrer Schwester zu denken und sie nicht ein Leben lang in ihrem Haushalt als Dienstmagd arbeiten zu lassen, sind sie schließlich bereit, Bianca allein entscheiden zu lassen. Diese stimmt zu, um aus den wirtschaftlichen Zwängen herauszukommen und ihre Familie mit dem Geld des Ehemannes zu unterstützen.
Nach diesen Verhandlungen kommt es schließlich zur Hochzeit (Kap. 7). Gesualdo hat den alten Palast der Familie La Gurna gemietet und teuer möblieren lassen. Zu dem aufwändigen Festessen erscheinen aber nur wenige Verwandte: die eine Seite aus Standesgründen, die andere aus Scham vor dem Adel. So sitzen nur Gesualdos Bruder Santo sowie sein Schwager Burgio, Biancas Onkel Marchese Limòli und ihre Tante Cirmena an der Festtafel. Domherr Lupi und Limòli versuchen, ein Gespräch in Gang zu bringen. Einige Gäste, wie der Küster und seine Frau, stopfen sich unbemerkt die Taschen voll. Um die übrig gebliebenen Speisen streiten sich die Nachbarn Gesualdos und die Diener, die dem Brautpaar Glück wünschen, darunter die traurige Diodata, die Gesualdo Nanni l’Orbi zur Frau geben will. Als Gesualdo und Bianca allein sind, verspricht er ihr ein Leben als Königin. Er werde es allen Spöttern und Neidern, die nicht zum Fest gekommen sind, zeigen. Aber während er sie zu lieben versucht, „lauschte sie anderswohin. Durch den Spiegel schien sie in tiefe Fernen zu blicken, war weit weg mit ihren Gedanken.“

### Zweiter Teil

#### Versteigerung des Gemeindelandes (Kapitel 1–2)
Bei der Versteigerung der Gemeindegrundstücke (Kap. 1) treffen die unterschiedlichen Interessen aufeinander und es wird deutlich, dass die Strategien des Etablissements und Gesualdo Mottas nicht aufgegangen sind. Gesualdo hat durch die teure Heirat nicht die Anerkennung ihrer Klasse errungen und er reagiert darauf mit einer Machtdemonstration. Biancas Verwandte hofften dagegen, ihn in ihre Regeln der geheimen Absprachen vor der Versteigerung einzubinden. Doch Gesualdo überbietet mit äußerlicher Gelassenheit die anderen und treibt den Preis in eine für sie nicht tragbare Höhe. Baron Zacco kann nicht verstehen, dass die Tradition von Gesualdo missachtet wird, Ninì Rubiera lässt sich aus Eifersucht in die Überbietung hineinziehen, bis er vom Anwalt seiner Mutter Neri zurückgerufen wird. Auf der anderen Seite beschimpfen Nuncio und Speranza ihren Sohn und Bruder wegen der Verschleuderung des Familienbesitzes. Domherr Lupi versucht zu vermitteln, steht aber mehr auf Mottas Seite. Nach einem Tumult vertagt der Vorsitzende der Kommission die Versteigerung und macht Motta den Vorschlag, neu mit der ursprünglichen Summe zu beginnen und ihm ohne Gegengebot den Zuschlag zu geben. Als Gegenleistung müsste er die Ländereien mit Zacco und Rubiera teilen. Außerdem könne man sich wegen der Kaution für die zusammengestürzte Brücke einigen. Gesualdo lehnt den Kompromiss ab. Er bleibt bei seinem Gebot und will alle Länder für sich haben.
Nach der Sitzung erzählt ihm Lupi von der revolutionären Bewegung Carboneria in Palermo, welche die Adligen enteignen will. Er kommt auf die Idee, um seinen Besitz zu retten sich dieser Gruppe anzuschließen und zu versuchen, die Führung zu übernehmen. Die schwangere Bianca hört diesen Plänen ängstlich zu und fürchtet für ihre neue Familie.

#### Revolutionäre Unruhen (Kapitel 2–3)
In der Stadt kommt es vorübergehend zu Unruhen (Kap. 2). Arbeiter fordern die Beteiligung aller an den Gemeindeländern, die bisher v. a. von den Adligen genutzt wurden. Die mit der Revolution sympathisierenden Freidenker treffen sich beim Apotheker Bomma. Die Lage ist angespannt. Die Adligen verriegeln ihre Häuser. Gesualdo nimmt nachts mit Lupi und Zacco und anderen verkleidet an einem Geheimtreffen teil. Sie beraten die Lage, wie sie ihren Besitz am besten schützen können. Währenddessen wird die Stadt von Soldaten besetzt. Ciolla, die stadtbekannte wandelnde Gerüchteküche, wird wegen seiner aufrührerischen Reden verhaftet. Der Arzt Tavuso und seine Freidenker lassen sich nicht mehr in der Öffentlichkeit sehen. Gesualdo versteckt sich im Haus Diodatas und ihres Mannes Nanni l’Orbo und gibt ihm für die Fluchthilfe ein Stück Land. Als sich eine Polizeitruppe im Gurna-Palast einquartiert, flieht Bianca aus Angst vor Übergriffen zu ihren Brüdern. Bei ihrem Eintreffen findet sie ihre Verwandtschaft in der Wohnung versammelt, die über die Beisetzung des gerade gestorbenen Diego und deren Finanzierung berät (Kap. 3). Die Aufregung darüber, dass man sie nicht rechtzeitig gerufen hat, löst bei der, nach offiziellen Angaben, im 7. Monat Schwangeren eine Frühgeburt aus. Die Frau des Polizeipräsidenten deutet an, das neugeborene Mädchen sei Ninìs Tochter.

#### Isabellas Geburt und Taufe (Kapitel 3–5)
Nach der Beendigung der Unruhen in Sizilien kehrt in der Stadt der Alltag zurück. Die vorsorglich Geflüchteten tauchen wieder auf. Gesualdo kommt zur Taufe seiner Tochter in den Trao-Palast. Man hat mit dem Fest so lange gewartet, bis der König den Antrag auf Führung des Adelsnamens durch Isabella genehmigt hat. Im Palast trifft Gesualdo mit der Familie seiner Frau zusammen (Kap. 5), seine eigene schämt sich und bleibt weg. Da Gesualdos wirtschaftliche Erfolge anhalten, wird er von den Adligen, mit Ausnahme ihre Bruders Ferdinando, Vetter genannt und freundlich behandelt. Aber er durchschaut sie, führt ihnen stolz seinen Reichtum vor und spielt den großzügigen Gastgeber. Er hat Ninì Rubiera Geld zur Finanzierung seiner Affäre mit der in der Stadt gastierenden Schauspielerin Aglae geliehen und dadurch Anspruch auf einen Teil seines Erbes. Dessen Mutter ist darüber erzürnt und sieht Gesualdo schon im Besitz ihres Hauses. Einen Rückschlag ereilt Baronin Rubiera auch in ihrer Heiratspolitik. Die Leidenschaft ihres Sohnes wurde in der Stadt bekannt und bedeutete eine Desavouierung seiner Verlobten und ihrer Familie. Fifì Margarone löste die Verbindung auf (Kap.4) und akzeptiert die Werbung von Hauptmann Bastiano Stangafam. In ihrem Ärger über die Schulden ihres Sohnes bei Gesualdo will die Baronin ihn enterben, erleidet aber vor der Änderung des Testaments einen Schlaganfall. Sie kann nicht mehr sprechen und ist gelähmt.

### Dritter Teil

#### Isabellas Ausbildung (Kapitel 1)
Der dritte Teil beginnt mit einem Zeitsprung von fünf Jahren. Durch Geschäfte und Geldverleih ist Gesualdo ein reicher Mann geworden. Er besitzt u. a. die Landgüter Canziria, Salonia, Mangalavite. Nach vielen Jahren fordert er jetzt vom tief verschuldeten und von der Schauspielerin Aglae mit einer Vaterschaftsklage belasteten Ninì Rubiera, trotz dessen Bitte um Aufschub bei Bianca, die Rückzahlung der Schulden oder einen Teil seines Palastes. Da die gelähmte Baronin dem Sohn ihre Unterstützung verweigert, muss dieser die vermögende, viel ältere und kinderreiche Witwe Giuseppina Alòsi heiraten, die bereit ist, dafür die Bürgschaft auf ihren Landbesitz umzuschreiben. So wächst Gesualdos Vermögen von Jahr zu Jahr, aber privates Glück und Anerkennung durch den Adel bleiben ihm versagt.
Bianca ist wie ihr Bruder Diego an Tuberkulose erkrankt, verliert immer mehr an Kraft und entzieht sich ihrem Mann. Da Gesualdo keine Hoffnung mehr hat, dass sie weitere Kinder, v. a. den ersehnten Stammhalter, bekommen, konzentriert er seine ganze Liebe auf seine Tochter. Sie soll die beste Erziehung erhalten und alles besitzen, was ihm gefehlt hat und dem Leben einer Adelstochter entspricht. Mit fünf Jahren gibt er sie in die Klosterschule Santa Maria, um lesen, schreiben, handarbeiten und etwas Kirchenlatein zu lernen und sich für ein Leben in der Oberschicht vorzubereiten. Dort lebt sie mit den finanziell viel schlechter gestellten Töchtern der Landadligen zusammen und hat wie ihr Vater unter deren Arroganz und Neid zu leiden. Sie reagiert mit dem Hinweis auf ihren mütterliche Namen Trao und dem Reichtum ihres Vaters und präsentiert dessen teure Geschenke. Nach der Klosterschule besucht Isabella eines der besten Mädchenpensionate Palermos und trifft dort auf die Töchter der ersten Familien Siziliens mit ihrem aristokratischen Hochmut der Aufsteigerin gegenüber. Aber sie wird vor deren Spott durch eine einflussreiche Freundin, die Herzogin Marina von Leyra, beschützt.

#### Flucht vor der Cholera nach Mangalavite (Kapitel 2–4)
Als Isabella mit ca. 16 Jahren die Schule beendet hat, bricht in Sizilien die Cholera aus und Gesualdo holt vorsorglich seine Tochter nach Hause. Bianca stellt ihr schönes jugendliches Ebenbild mit den aristokratischen Zügen stolz der Verwandtschaft vor, aber ihr gestörter Bruder reagiert desinteressiert. Noch abweisender und ebenso standesbewusst verhalten sich Mottas Vater und Schwester. Isabella ist nach jahrelanger Abwesenheit von der Stadt und den alten Verwandten enttäuscht. Sie hatte alles viel größer und reicher in Erinnerung.
Nachrichten von der Ausbreitung der Cholera verängstigen die Bewohner der Stadt. Sie sind misstrauisch fremden Reisenden gegenüber, die Alten und Kranken schließen sich ein, die anderen fliehen aus der Stadt. Gesualdo bietet seinen und Biancas Verwandten eine Unterkunft auf einem seiner Landgüter an, aber sie lehnen aus Stolz ab, mit Ausnahme von Tante Cirmena und ihrem Mündel Corrado La Gurna, dem verwaisten Sohn der ehemaligen Besitzer von Mottas Palast. Mit ihnen reist er in das Dorf Mangalavite (Kap. 2). Dort haben sich viele Stadtbewohner in Sicherheit gebracht, auch Nanni l’Orbo mit seiner Familie, darunter die beiden Söhne aus der vorehelichen Beziehung Diodatas mit Gesualdo, und Gesualdo unterstützt sie alle mit Lebensmitteln. Dafür beschützen sie ihn. Isabella vereinsamt in Mangalavite ohne die Unterhaltungen mit den Pensionatsfreundinnen. Sie wird melancholisch, träumt sich in eine Phantasiewelt hinein und sehnt sich nach dem Unbekannten. In dieser Situation verliebt sie sich in den jungen Dichter Corrado. (Kap. 2). Gesualdo will eine Beziehung zwischen den beiden verhindern, denn er möchte seine Tochter in den ersten Kreisen verheiraten. Da er zu seinem sterbenden Vater nach Salonia gerufen wird, fordert er seine Frau auf, während seiner Abwesenheit Isabella zu überwachen, damit es nicht zu einer Wiederholung ihrer eigenen vorehelichen Affäre kommt, die ihm allerdings zu der Ehe mit dem gefallenen adligen Mädchen verholfen hat.
In Salonia fordert Speranza nach dem Tod des Vaters die Aufteilung des gesamten Familienbesitzes, obwohl alles inzwischen Gesualdo gehört, und lehnt sein Angebot ab, mit nach Mangalavite zu kommen (Kap. 3). Später versucht Speranza vergeblich vor Gericht ihr vermeintliches Erbe zu erstreiten. Gesualdo ist zwar wie bisher zur Unterstützung ihrer Familie bereit, aber sie will keine Almosen und beharrt auf ihrem Anteil. So trennen sie sich im Streit (Kap. 4).

#### Isabellas Liebesbeziehung mit Corrado (Kapitel 3–4)
Nach Mangalavite zurückgekehrt, entdeckt Nani l’Orbo ihm die heimliche Affäre Isabellas mit Corrado und handelt, aus Gegenleistung für sein Stillschweigen, ein Stück Land für seine beiden Pflegesöhne heraus. Daraufhin zwingt Motta Cirmena und Corrado zur Abreise. Bianca gegenüber klagt er über die nur auf ihren Vorteil bedachten Menschen, die jede Gelegenheit ausnutzen, ihre Position zu verbessern. Seine Frau nimmt ihre in Tränen aufgelöste Tochter gegen die Vorwürfe ihres Mannes in Schutz. Isabella reagiert auf die Verbote ihres Vaters, den Geliebten zu sehen, mit trotziger Verweigerung (Kap. 3).
Nach dem Ende der Cholera-Epidemie kehren die Bewohner wieder in die Stadt zurück und Gesualdo gibt seine Tochter zur Beaufsichtigung in die Marienschule des Klosters, im Widerspruch zu seiner mit der Tochter leidenden kranken Frau. Doch mit Unterstützung Tante Cirmenas tauschen Isabella und Corrado Briefe aus. Sie verhilft auch dem Mädchen zur Flucht aus dem Kloster und versteckt sie. Dann verhandelt sie mit Gesualdo und versucht seine Zustimmung zu einer Heirat zu erreichen. Doch dieser beantragt bei der Polizei einen Haftbefehl gegen Corrado und dieser muss ins Ausland fliehen. Biancas Onkel Marchese Limòli tritt als Vermittler auf, um die Familienehre zu retten. Er holt Isabella aus dem Versteck, macht ihr die finanzielle Situation der La Gurnas und ihre Aussicht auf ein armseliges Leben mit Corrado im Vergleich zum Leben als Fürstin klar und bringt sie im Kloster Santa Teresa unter. Er vermittelt die Ehe mit dem ca. 40-jährigen Herzog von Leyra. Dieser ist hoch verschuldet und gegen eine reiche Mitgift sofort zur Heirat bereit. Den widerstrebenden Gesualdo, der sich einen adligen und wohlhabenden Schwiegersohn gewünscht hat, drängt Limòli durch die vom Beichtvater erhaltene Nachricht von der Schwangerschaft Isabellas zur schnellen Zustimmung und zur Übertragung seiner Ländereien Canciria, Alia und Donninga auf den Namen seiner Tochter. Nachdem Isabell bei ihren Verwandten vergeblich um Hilfe gesucht hat, muss sie sich in die Situation fügen. Sie schreibt dem Geliebten in einem Abschiedsbrief von ihrem verlorenen Kampf und von ihrer inneren Leere unter der Herzoginnenkrone. Nach der Trauung in der Kirche reisen die Eheleute, ohne Familienfeier, sofort nach Palermo ab (Kap. 4).

### Vierter Teil

#### Isabellas Ehe mit dem Herzog von Leyra (Kapitel 1)
Nach sechs Monaten kommt es zwischen dem Herzog und seiner Frau zu Spannungen. Vermutlich ist die voreheliche Beziehung mit der Folge einer Schwangerschaft entdeckt worden. Isabella unternimmt Selbstmordversuche. Leyra reist ins Ausland und droht mit der Auflösung der Ehe. Gesualdo versucht in Palermo zu schlichten und besänftigt den Schwiegersohn mit viel Geld (Kap. 1). Zusätzlich belasten ihn die schlechte Bewirtschaftung der Güter, deren Aufteilung an eine Vielzahl von Pächtern und die Nachricht von den Schuldscheinen, die seine Tochter für ihren Mann unterschrieben hat und die er immer wieder übernehmen muss. Zudem ist Isabella in ihrer prächtigen Villa Carini nicht glücklich und schiebt die versprochenen Besuche bei der kranken Mutter immer wieder auf.

#### Biancas Krankheit und Tod (Kapitel 1–3)
In der Stadt verbinden Biancas Verwandte ihre Besuche mit ihren geschäftlichen Interessen. Baron Zacco versucht seine Tochter Lavinia als Biancas Pflegerin und Nachfolgerin in den Palast einzuschleusen. Aus Angst vor Ansteckung kündigen die Bediensteten und der Haushalt verwahrlost. Nur Diodata ist bereit, zu helfen, aber Bianca weigert sich eifersüchtig, sich von ihr pflegen zu lassen. Gesualdo verfolgt apathisch das Sterben seiner Frau und hat keine Kraft mehr, sich um seine Geschäfte zu kümmern. Als Ninìs Frau Giuseppina ihm den Plan präsentiert, von ihm finanzierte Strohmänner die nach dem Plan des Rates parzellierten Gemeindeländer ersteigern zu lassen und sie später zusammen mit ihren Verwandten zu übernehmen, lehnt er ab (Kap. 1).

#### Revolution (Kapitel 3–4)
Hintergrund der Aufmärsche der Arbeiter in der Stadt sind die revolutionären Unruhen in Palermo, die sich über die Insel ausbreiten. Dabei wird Nani l’Orbo erschossen. Wie bereits 1821 versuchen die Adligen durch Beteiligung an der Revolution ihren Besitz zu retten, doch diesmal ist Gesualdo desinteressiert und nur mit dem Tod Biancas befasst, die vergeblich auf den Besuch Isabellas wartet (Kap. 2). Gesualdo wird immer mehr isoliert (Kap. 3). Domherr Lupi und Ninì Rubiera mischen sich unter die unzufriedenen Arbeiter und lenken deren Wut von sich weg auf den Aufsteiger Gesualdo, der seine Speicher für sie öffnen müsse. Zacco und seine Frau halten zu ihm, so lange sie die Hoffnung haben, dass er ihre Tochter Lavinia heiratet. Diodata schicken sie weg, weil sie in ihr eine Konkurrenz zu Lavinia sehen. Gesualdos eigene Familie ist gespalten. Während sein Bruder Santo in sein Haus einzieht, hetzen seine Schwester Speranza und ihre Söhne die Unzufriedenen gegen ihn auf.

#### Gesualdos Krankheit und Tod (Kapitel 4–5)
Aus Kummer über diese Situation wird er krank und verbarrikadiert sein Haus vor den Angreifern. Als die Aufrührer Gesualdos Lagerhäuser stürmen und plündern wollen, haben die Adligen Angst vor der Auslösung einer Revolution und fürchten um ihren eigenen Besitz. Deshalb versuchen sie die Aufrührer zu beruhigen, verstecken Gesualdo vorübergehend beim Nachbarn Limòli und im Trao-Haus und versuchen ihn zu überreden, zur Besänftigung Lebensmittel zu verteilen (Kap. 4). Zwar wird der Sturm aufgehalten, aber Gesualdo leidet zunehmend an Magenschmerzen, wird immer kraftloser und kann sich nicht mehr gegen Einmischungen behaupten. Speranza entdeckt, trotz ihrer Prozesse um ihr vermeintliches Erbe, ihren Familiensinn und sieht es als ihre schwesterliche Pflicht an, die Führung seines Haushalts und seine Pflege zu übernehmen. Dadurch kann sie sich mit ihren Kindern im Haus einnisten und es nach Brauchbarem durchforschen. Ohne seine Autorität und Aufsicht werden Gesualdos Speicher ausgeraubt. Speranzas Söhne treten in seinen Gütern Canciria und Mangalavite auf, als wären sie schon die Besitzer. Ärzte und Apotheker verschreiben teure, aber wirkungslose Behandlungen und Medikamente. Er lässt Spezialisten anreisen und diese diagnostizieren Magenkrebs und raten zu einer Operation, aber er lehnt ab. Denn er leidet noch mehr unter dem Zerfall seiner Macht, seiner faktischen Entmündigung, seiner Hilflosigkeit und Vereinsamung, da auch seine Tochter sich nicht um ihn kümmert. Ein kurzer Aufenthalt in Mangalavite bringt ihm keine Erleichterung. Er hat das Interesse an seinem Landbesitz, auf den er als Zeichen seines Aufstiegs stolz war, verloren.
Als sich Gesualdos Gesundheit weiter verschlechtert, holt ihn sein Schwiegersohn in seinen mit viel Personal betriebenen Palast nach Palermo (Kap. 5). Dort wird er in höfischer Form behandelt und gut versorgt, aber er fühlt sich in der fremden Pracht, die mit seinem Geld finanziert wird, nicht wohl. Er sieht sich als Opfer von Aussaugern: alle wollen sich nur an ihm bereichern und „das Wasser der eigenen Mühle zu[-]leiten“ (Kap. 5). Im letzten Gespräch mit seiner Tochter versucht er einige offene Fragen zu klären: Sein Testament mit Berücksichtigung seiner vorehelichen Kinder, die Gerüchte um Isabellas wirklichen Vater, ihr unglückliches Leben als Herzogin. Aber sie schweigt mit der „hartnäckige[n]. trotzige[n] Traofalte“ zwischen den Augenbrauen: „Hochmütig blieb sie allein mit ihrem Kummer und ihren Geheimnissen.“ Er dagegen ist ein Motta geblieben: „misstrauisch, fast feindlich, aus eigenwilligem Holz geschnitzt .Er ließ die Arme sinken und sagte nichts mehr.“ Da der Diener Isabell in der Nacht nicht über seinen bevorstehenden Tod informiert, stirbt Gesualdo allein in seinem Zimmer.

## Form
Mastro-Don Gesualdo wird als das Hauptwerk des Verismo, des italienischen Realismus, betrachtet. Im Vorwort beschreibt der Autor seine Absicht: „Ich habe keine Polemik, sondern ein Kunstwerk schaffen wollen. Wenn das Theater und die Prosa, indem sie das Leben so beschreiben, wie es ist, eine humanitäre Mission erfüllen, habe ich meinen Teil zugunsten der Elenden und Enterbten beigesteuert, ohne den Hass zu predigen, und ohne das Vaterland im Namen der Humanität zu verleugnen.“
Der Autor entfaltet die im Wesentlichen chronologisch entwickelten Handlungen immer wieder aus Gesprächen und Gedanken der verschiedenen Personen, oft in Verbindung mit realistisch gemalten turbulenten Gesellschaftsszenen: Brand im Traos Palast, die Gregorius-Prozession, Gesualdos und Biancas Hochzeitsessen, Versteigerung der Gemeindeländer, Logengespräche im Schauspielhaus, Erbschaftsstreit Gesualdos mit Speranza, Zaccos und Rubieris Besuche bei der kranken Bianca usw. Wie auf einer Theaterbühne lässt der Autor die Figuren ohne Erzählerkommentar sich selbst präsentieren und sich gegenseitig interpretieren und bewerten.
Von der Literaturkritik gelobt wird, dass der Regisseur Verga bei diesen wechselnden Personenkonstellationen und dem Stimmengewirr nie den Überblick verliert.
Während diese „Theater“-Kapitel offen, mitten in der Handlung, beginnen („Drei Unzen, fünfzehn! Zum ersten, zum zweiten …“), werden andere traditionell durch einen auktorialen Erzähler, der durch die Handlungen führt, eingeleitet: „Es war ein Ereignis, als sie Don Diego mit dem schmierigen Hut […] über die Piazza gehen sahen.“ „Noch bevor die kleine Isabella fünf Jahre alt war,“ „Das Häuschen in Mangalavite war ein großer Bau.“ „Als sich die Furcht vor der Cholera endlich gelegt hatte,“ „Kaum sechs Monate waren vergangen,“ „Über Don Gesualdo stürzte nun alles zusammen“.
Die Literaturkritik bewertet das Werk als einen vollkommen durchkonstruierten Roman und stellt Vergas Programm mit seinen eigenen Worten vor: „Ich denke an meine Arbeit, die mir groß und schön erscheinen will, an einen phantastischen Reigen des Lebenskampfes, der den Lumpenhändler wie den Minister oder Künstler erfasst, der viele Gestalten von der Sorge um das tägliche Brot über den Ehrgeiz zur Geldgier annimmt und sich tausende Darstellungsweisen der menschlichen Groteske, der Gescheiterten, der Schwachen und Ungeschickten bedient.“